# Соларо (гора)
Соларо (итал.  Solaro) — гора на острове Капри в итальянской области Кампания.

## Описание
Самая высокая вершина острова Капри (589 м). Она отделяет зелёное западное плато, на котором расположен город Анакапри от восточной части острова. Её склоны отвесно спускаются на юг, к морю. Добраться до горы можно на кресельном подъёмнике из Анакапри.